# EMIL
EMIL или Emil Olsson (швед. EMIL) — проект шведского тяжелого танка с качающейся башней и автоматическим зарядным устройством в 1950-х годах, разработанного в качестве шведской альтернативы танкам Центурион, когда Великобритания объявила, что они не могут поставлять их в обозримом будущем.

## История создания
Сразу после Второй мировой войны стало ясно, что большая часть «разношёрстного» танкового парка устарела, с небольшими пушками и тонкой броней по сравнению с современными танками, которые существовали во внешнем мире. Армия ранее отвергала идею использования тяжелых (более 22 тонн) танков, поскольку мосты в тогдашней шведской дорожной сети не могли использоваться, что повлекло бы за собой серьезное ограничение стратегической мобильности, поскольку в Швеции много водотоков. Более того, считалось, что большой вес заставит их застревать в снегу и грязи. После войны в Европе были большие излишки техники, которую можно было купить дешево, поэтому Администрация Королевской армии (KAF) провела углубленные исследования иностранных танков, в том числе немецких Pz. I, II, V, VI, некоторых вариантов американского «Шермана» и британского «Черчилля». После расследования KAF определила, что наиболее рентабельной альтернативой было приобретение нового британского танка Centurion Mk III, который можно будет модернизировать в будущем. Британский ответ заключался в том, что поставки не могут быть осуществлены до тех пор, пока не будут удовлетворены собственные потребности страны, что, по оценкам, займет от пяти до пятнадцати лет.
Поэтому в 1951 году KAF было поручено разработать альтернативу шведского производства, которая также проходила в условиях большой секретности. Новый танк мог функционировать как штурмовое орудие, так и противотанковое орудие, а также мог специально встречаться и поражать советский ИС-3, имевший мощную 122-мм пушку. Landsverk, который должен был построить этот танк, ранее работал над экспортным танком под названием Lansen, и они также заявили, что танки следующего поколения должны иметь более мощное вооружение и быть лучше бронированными, а значит, и тяжелее. Помимо мощности и хорошей защиты, новая башня будет оснащена автоматически заряжаемой пушкой. Эта идея не была новой, поскольку Landsverk уже в 1947 году построил прототип Strv m/42 с автоматическим зарядным устройством. Пушка могла стрелять осколочно-фугасными снарядами и противотанковыми гранатами, но предлагались и подкалиберные снаряды. Проект, который велся параллельно с испытаниями французского легкого танка AMX-13, получил название EMIL.
Первый проект нового танка имел низкое шасси с пятью большими опорными катками и наклонную лобовую броню. Танк был размером с Т-44 и весил 28 тонн. Башня была качающийся с 120-мм автоматической пушкой L/40 со скорострельностью 30 выстрелов в минуту. Большая часть брони располагалась на передней части башни (150 мм) и, в отличие от французских качающихся башен (таких как AMX 50), была очень хорошо защищена, поскольку поднимающаяся часть была защищена лобовой броневой плитой воротника. Эта конфигурация также позволила значительно увеличить склонение вниз пушки. Они продолжили разработку концепции и в 1952 году сделали шасси, а также скулы башни стали наклонены назад. Было предложено несколько вариантов брони и пушек, в том числе нарезная 105-мм L/67 и 150-мм гладкоствольная пушка L/40.
В декабре 1952 года британцы поменяли мнение из-за дефицита иностранной валюты, и покупка «Центуриона» армией Швеции была совместно принята главнокомандующим генералом Нильсом Сведлундом и министром обороны Торстеном Нильссоном на рубеже 1952/1953 года. Первая поставка состоялась в апреле 1953 года. Проект EMIL был закрыт в 1954 году. Концерны Bofors, Landsverk и Volvo предложили в ходе закупок для оборонного решения 1958 года возобновить проект с иностранными пушками калибра от 105 до 120 мм. Однако это сочли слишком дорогим, и вместо него был принят проект Strv 103.

## Тактико-технические характеристики
| Некоторые ТТХ модификаций EMIL I |                     |                     |                     |                     |                     |                     |
|                                  | EMIL I 1a           | EMIL I 1b           | EMIL I 1c           | EMIL I 2a           | EMIL I 2b           | EMIL I 2c           |
| Размеры                          |                     |                     |                     |                     |                     |                     |
| Боевая масса, т                  | 31                  | 32                  | 34                  | 32                  | 33                  | 35                  |
| Бронирование, мм                 |                     |                     |                     |                     |                     |                     |
| Борта корпуса                    | 20 / 90°            | 30 / 90°            | 40 / 90°            | 20 / 90°            | 30 / 90°            | 90 / 90°            |
| Борт башни                       | 40                  | 60                  | 80                  | 40                  | 60                  | 80                  |
| Вооружение                       |                     |                     |                     |                     |                     |                     |
| Пушка                            | 120-мм L/40         | 120-мм L/40         | 120-мм L/40         | 120-мм L/40         | 120-мм L/40         | 120-мм L/40         |
| Подвижность                      |                     |                     |                     |                     |                     |                     |
| Двигатель                        | Continental AOS-895 | Continental AOS-895 | Continental AOS-895 | Continental AOS-895 | Continental AOS-895 | Continental AOS-895 |
| Удельная мощность, л. с./т       | 16                  | 16                  | 15                  | 16                  | 15                  | 14                  |

| Некоторые ТТХ модификаций EMIL II |                                              |                                              |                                              |                                              |                                              |                                              |
|                                   | EMIL II 1a                                   | EMIL II 1b                                   | EMIL II 1c                                   | EMIL II 2a                                   | EMIL II 2b                                   | EMIL II 2c                                   |
| Размеры                           |                                              |                                              |                                              |                                              |                                              |                                              |
| Боевая масса, т                   | 34                                           | 35                                           | 37                                           | 36                                           | 37                                           | 39                                           |
| Бронирование, мм                  |                                              |                                              |                                              |                                              |                                              |                                              |
| Борта корпуса                     | 20 / 90°                                     | 30 / 90°                                     | 40 / 90°                                     | 20 / 90°                                     | 30 / 90°                                     | 40 / 90°                                     |
| Борт башни                        | 40                                           | 60                                           | 80                                           | 40                                           | 60                                           | 80                                           |
| Вооружение                        |                                              |                                              |                                              |                                              |                                              |                                              |
| Пушка                             | 150-мм L/40 или 105-мм L/67                  | 150-мм L/40 или 105-мм L/67                  | 150-мм L/40 или 105-мм L/67                  | 150-мм L/40 или 105-мм L/67                  | 150-мм L/40 или 105-мм L/67                  | 150-мм L/40 или 105-мм L/67                  |
| Подвижность                       |                                              |                                              |                                              |                                              |                                              |                                              |
| Двигатель                         | Continental AVS-1195 или Continental AV-1195 | Continental AVS-1195 или Continental AV-1195 | Continental AVS-1195 или Continental AV-1195 | Continental AVS-1195 или Continental AV-1195 | Continental AVS-1195 или Continental AV-1195 | Continental AVS-1195 или Continental AV-1195 |
| Удельная мощность, л. с./т        | 20 или 16                                    | 19 или 15                                    | 18 или 14                                    | 19 или 15                                    | 18 или 15                                    | 17 или 14                                    |

| Некоторые ТТХ модификаций EMIL III |                             |                             |                             |                             |                             |                             |
|                                    | EMIL III 1a                 | EMIL III 1b                 | EMIL III 1c                 | EMIL III 2a                 | EMIL III 2b                 | EMIL III 2c                 |
| Размеры                            |                             |                             |                             |                             |                             |                             |
| Боевая масса, т                    | 36                          | 38                          | 40                          | 38                          | 40                          | 42                          |
| Бронирование, мм                   |                             |                             |                             |                             |                             |                             |
| Борта корпуса                      | 20 / 90°                    | 30 / 90°                    | 40 / 90°                    | 20 / 90°                    | 30 / 90°                    | 40 / 90°                    |
| Борт башни                         | 40                          | 60                          | 80                          | 40                          | 60                          | 80                          |
| Вооружение                         |                             |                             |                             |                             |                             |                             |
| Пушка                              | 150-мм L/40 или 105-мм L/67 | 150-мм L/40 или 105-мм L/67 | 150-мм L/40 или 105-мм L/67 | 150-мм L/40 или 105-мм L/67 | 150-мм L/40 или 105-мм L/67 | 150-мм L/40 или 105-мм L/67 |
| Подвижность                        |                             |                             |                             |                             |                             |                             |
| Двигатель                          | Continental AV1790          | Continental AV1790          | Continental AV1790          | Continental AV1790          | Continental AV1790          | Continental AV1790          |
| Удельная мощность, л. с./т         | 23                          | 22                          | 21                          | 21                          | 21                          | 20                          |

## Требования
Планируемые требования по проекту EMIL:
- Силовая передача: тележка выполнена заднеприводной, с максимальным тяговым усилием в траках 22 тонны.
- Тип ленты: стальные пластины с сухими болтами.
- Опорные колеса: двухдисковые колеса, 5 пар.
- Опорные ролики: 2 пары.
- Главный редуктор: сделан в виде турбинного редуктора со встроенной автоматической гидравлической муфтой в сочетании с планетарной передачей на две скорости переднего и заднего хода.
- Главный редуктор: полностью автоматический.
- Двигатель и силовая трансмиссия: собраны в единый блок, который монтируется как единое целое в задней части танка.
- Рулевой редуктор деления выполнен в виде двух-, а возможно и трехступенчатого механизма Мерритта-Брауна.
- Полуавтоматический рулевой механизм с механической коробкой передач и с мультирадиусным управлением.

## В игровой индустрии
В ветке развития в World Of Tanks Blitz занимает 8 уровень.
В World Of Tanks машины проекта EMIL располагаются в линейке прокачки после танка Strv Leo на VIII, IX и X уровнях. На VIII уровне представлено две практически идентичные вариации EMIL 1951, одна под оригинальным названием, вторая под именем EMIL 1, но обе с корпусом без «щучьего носа». На IX уровне расположен EMIL II, на Х уровне - Kranvagn

## Модификации
- EMIL 1951 — базовый вариант 1951 года. На танк предполагалось установить 120 мм нарезную пушку L/40 длиной 40 калибров. По размерам сопоставим с Т-44. Отличался от следующих модификаций отсутствием «щучьего носа»[6].
- EMIL I — модификация 1952 года. Была меньше и легче, чем EMIL II, и имела несколько вариантов толщины брони. На танк устанавливался двигатель Continental AOS-895[7].
  - EMIL I 1a — модификация массой 31 т.
  - EMIL I 1b — модификация массой 32 т.
  - EMIL I 1c — модификация массой 34 т.
  - EMIL I 2a — модификация массой 32 т.
  - EMIL I 2b — модификация массой 33 т.
  - EMIL I 2c — модификация массой 35 т.
- EMIL II — модификация 1952 года. Была легче, чем EMIL III, и имела несколько вариантов толщины брони. На танк устанавливался двигатель Continental AVS-1195 или Continental AV-1195[7].
  - EMIL II 1a — модификация массой 34 т.
  - EMIL II 1b — модификация массой 35 т.
  - EMIL II 1c — модификация массой 37 т.
  - EMIL II 2a — модификация массой 36 т.
  - EMIL II 2b — модификация массой 37 т.
  - EMIL II 2c — модификация массой 39 т.
- EMIL III — модификация 1952 года. Была меньше и легче, чем Kranvagn, и имела несколько вариантов толщины брони. На танк устанавливался двигатель Continental AV1790[7].
  - EMIL III 1a — модификация массой 36 т.
  - EMIL III 1b — модификация массой 38 т.
  - EMIL III 1c — модификация массой 40 т.
  - EMIL III 2a — модификация массой 38 т.
  - EMIL III 2b — модификация массой 40 т.
  - EMIL III 2c — модификация массой 42 т.
- Kranvagn — одна из вариаций проекта EMIL. Разрабатывалась в 1951—1958 годах. Произведено 2 шасси до закрытия проекта.
  - Kranvagn, 1955 — модификация 1955 года. Разработана в 1951—1955 годах. Произведено 2 шасси.
  - Kranvagn, 1958 — модификация 1958 года. Проект решили возобновить в 1958 году для установки современной 155-мм пушкой или иностранных пушек калибра 105—120 мм. Однако это сочли слишком дорогим, и вместо него был принят проект Strv 103.
- Strv K — одна из вариаций проекта EMIL. Разработана в 1958 году. Башню «Центуриона» предлагалось установить на шасси Strv KRV. У проекта не было официального названия, энтузиасты назвали его Strv K.